# Фишер, Уильям (боксёр)
Уи́льям Фи́шер (англ. William Fisher; 14 марта 1940, Уишо — 6 октября 2018) — шотландский боксёр средней весовой категории. В начале 1960-х годов выступал за сборную Великобритании: бронзовый призёр летних Олимпийских игр в Риме, участник многих международных турниров и национальных первенств. В период 1961—1967 боксировал на профессиональном уровне, но без особых достижений.

## Биография
Уильям Фишер родился 14 марта 1940 года в городе Уишо (ныне: Северный Ланаркшир, Шотландия). Активно заниматься боксом начал в раннем детстве в местном боксёрском клубе Craigneuk ABC, уже в юности показывал достойные результаты. Первого серьёзного успеха на ринге добился в 1960 году, когда в среднем весе стал чемпионом Англии среди любителей — с этого момента закрепился в основном составе национальной сборной. Благодаря череде удачных выступлений удостоился права защищать честь страны на летних Олимпийских играх 1960 года в Риме — сумел дойти здесь до стадии полуфиналов, после чего со счётом 2:3 проиграл итальянцу Кармело Босси.
Получив бронзовую олимпийскую медаль, Фишер решил попробовать себя среди профессионалов и покинул сборную. Его профессиональный дебют состоялся в феврале 1961 года, своего первого соперника шотландца Энди Барри он победил техническим нокаутом в пятом раунде. Выиграл первые 11 боёв, однако затем победы стали чередоваться с поражениями. Продолжал выходить на ринг вплоть до 1967 года, при этом за пределы Великобритании почти не выезжал и в титульных матчах ни разу не поучаствовал. Всего в профессиональном боксе провёл 33 боя, из них 21 окончил победой (в том числе 9 досрочно), 12 раз проиграл.